# Mariazuil (Trier)

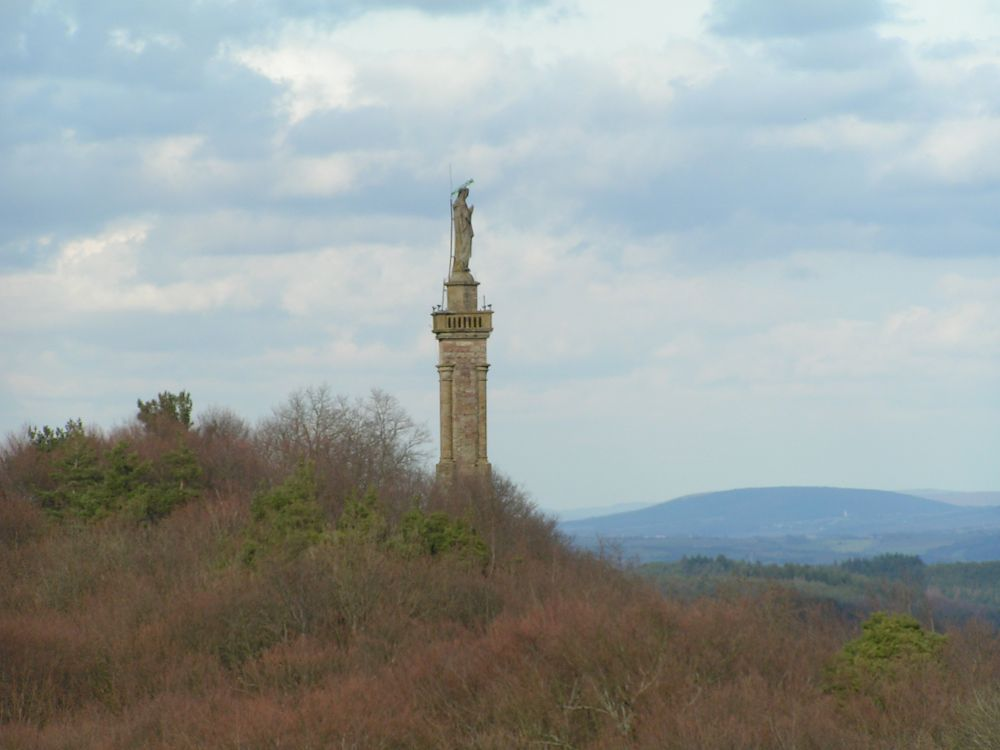
Trier Mariensaeule

De Mariazuil in de Duitse stad Trier is een neogotisch monument ter ere van de Heilige Maagd, de moeder van Jezus. Het beeld staat aan de linkerzijde van het Moezeldal op de zogenaamde Markusberg, op een hoogte van 300 meter. Inclusief sokkel is het monument met een hoogte van 40 meter in de verre omtrek zichtbaar. De zuil is het hoogste bouwwerk van Trier.

## Geschiedenis
Het monument werd opgericht in een periode van tegenstellingen tussen de rooms-katholieke stadsbevolking en de Pruisisch-protestantse regering. Trier viel na het congres van Wenen tot groot ongenoegen van de katholieke bevolking toe aan het protestantse Pruisen. De kleine protestantse gemeenschap kreeg van de Pruisische regering
de tot dan katholieke Jezuïetenkerk toegewezen, hetgeen leidde tot verontwaardiging bij de katholieke bevolking die de kerk dan ook nadrukkelijk terugeiste. De gemoederen liepen zo hoog op, dat koning Frederik Willem IV van Pruisen zich met de zaak bemoeide en de kerk teruggaf aan de Rooms-Katholieke Kerk. Voor de protestantse gemeenschap werd vervolgens de sinds de Franse tijd als kazerne in gebruik zijnde Constantijnbasiliek weer geschikt gemaakt voor de eredienst. Tegen de achtergrond van deze gebeurtenissen begon de katholieke bevolking geld in te zamelen voor een van de hoogste Mariazuilen van Duitsland. Er werd in 1859 onder leiding van bouwmeester Joseph Weis met de bouw begonnen. Op 8 oktober 1866 wijdde bisschop Leopold Pelldram de zuil plechtig in. De nachtelijke belichting van het monument wordt ook tegenwoordig nog met vrijwillige giften gefinancierd.
Via een wenteltrap in de toren bereikt men een platform, dat oorspronkelijk bedoeld was voor bezoekers. Na een ongeluk in 1905 is de trap voor bezoekers afgesloten.
In het voorjaar van 2007 werd de Mariazuil in opdracht van het bisdom Trier volledig gerenoveerd. Na afsluiting van de werkzaamheden werd het monument op 14 september 2007 opnieuw ingezegend door bisschop Reinhard Marx.